# Elijah Moore
Elijah Moore (* 27. März 2000 in Sunrise, Florida) ist ein US-amerikanischer American-Football-Spieler auf der Position des Wide Receivers. Aktuell spielt er bei den Buffalo Bills in der National Football League (NFL).

## Frühe Jahre
Moore wuchs in Fort Lauderdale, Florida, auf und besuchte dort die St. Thomas Aquinas High School. Dort war er in der Footballmannschaft als Wide Receiver aktiv. Dort konnte er in seinem letzten Jahr 28 Pässe für 407 Yards und 5 Touchdowns fangen und wurde ins Under Armour All-American-Team gewählt. Ursprünglich kündigte er an, nach seinem Highschoolabschluss an die University of Georgia zu wechseln, letzten Endes entschied er sich dann aber doch für ein Stipendium der University of Mississippi aus Oxford, Mississippi. Dort war er von 2018 bis 2020 in der Footballmannschaft aktiv und kam währenddessen in 31 Spielen zum Einsatz, in denen er 189 Pässe für 2441 Yards und 16 Touchdowns fangen konnte. Besonders in seinem letzten Jahr spielte er sehr gut und wurde deswegen auch ins All-American-Team und First-Team All-SEC gewählt. Außerdem konnte er 2020 mit seinem Team den Outback Bowl gewinnen.

## NFL
Beim NFL Draft 2021 wurde Moore in der 2. Runde an 34. Stelle von den New York Jets ausgewählt. Am 22. Juni 2021 unterschrieb er einen Vierjahresvertrag. Sein NFL-Debüt gab er direkt am 1. Spieltag der Saison 2021 bei der 14:19-Niederlage gegen die Carolina Panthers, bei der er sogar in der Startformation stand und einen Pass fangen konnte. Nachdem er in den ersten drei Spielen stets Starter der Jets war, verpasste er das Spiel gegen die Tennessee Titans am 4. Spieltag jedoch verletzungsbedingt. Am 7. Spieltag konnte er bei der 13:54-Niederlage gegen die New England Patriots seinen ersten Rushing Touchdown und Touchdown überhaupt in der NFL erzielen. Nur zwei Wochen später konnte er bei der 30:45-Niederlage gegen die Indianapolis Colts zwei Touchs fangen, den ersten nach Pass von Mike White, den zweiten von Josh Johnson. Am 11. Spieltag kehrte er bei der 17:24-Niederlage gegen die Miami Dolphins schließlich in die Startformation zurück und konnte den Ball für 141 Yards, sein erstes Spiel mit über 100 gefangenen Yards und bis dato seine Karrierehöchstleistung, sowie einen Touchdown von Quarterback Joe Flacco fangen. Für diese Leistung wurde Moore auch zum Pepsi Rookie of the Week gewählt. Am 13. Spieltag konnte er bei der 18:33-Niederlage gegen die Philadelphia Eagles zunächst noch einen Touchdown von Zach Wilson fangen, verletzte sich im Verlauf des Spiels jedoch am Oberschenkel, wurde nach dem Spiel auf die Injured Reserve Liste gesetzt und konnte in der Saison in keinem weiteren Spiel zum Einsatz kommen. So beendete er seine Rookie-Saison mit 11 Einsätzen und konnte 43 Pässe für 538 Yards und 5 Touchdowns fangen. In beiden Kategorien konnte er die meisten aller Spieler der Jets in dieser Saison erzielen, obwohl er nur in 11 Saisonspielen zum Einsatz kam.
Zu Beginn der Saison 2022 blieb Moore Starter in der Offense der Jets, in der zweiten Saisonhälfte wurde er jedoch hauptsächlich als Backup eingesetzt. Seinen einzigen Touchdown der Saison fing er am 12. Spieltag beim 31:10-Sieg gegen die Chicago Bears von Mike White. Er beendete die Saison mit 37 Passfängen für 446 Yards als viertbester Receiver.
Am 22. März 2023 gaben die Jets Moore zusammen mit einem Drittrundenpick 2023 im Austausch gegen einen Zweitrundenpick 2023 an die Cleveland Browns ab. In den beiden Spielzeiten 2023 und 2024 bestritt Moore jeweils alle 17 Regular-Season-Spiele für die Browns. Trotz häufiger Wechsel auf der Quarterback-Position bei den Browns erzielte er dabei Karrierebestwerte in Receptions und Yards.
Am 5. Mai 2025 unterzeichnete er einen Einjahresvertrag bei den Buffalo Bills.

## Karrierestatistiken
| Saison                             | Team             | Spiele | Spiele  | Gefangen  | Gefangen | Gefangen | Gefangen | Gefangen | Gelaufen | Gelaufen | Gelaufen | Gelaufen | Gelaufen | Fumbles | Fumbles   | TD gesamt |
| Saison                             | Team             | Gesamt | Starter | Passfänge | Yards    | Avg      | Lang     | TD       | Versuche | Yards    | Avg      | Lang     | TD       | Gesamt  | Verlorene | TD gesamt |
| ---------------------------------- | ---------------- | ------ | ------- | --------- | -------- | -------- | -------- | -------- | -------- | -------- | -------- | -------- | -------- | ------- | --------- | --------- |
| 2021                               | Jets             | 11     | 6       | 43        | 538      | 12,5     | 62       | 5        | 5        | 54       | 10,8     | 19       | 1        | 0       | 0         | 6         |
| 2022                               | Jets             | 16     | 9       | 37        | 446      | 12,1     | 42       | 1        | 5        | 5        | 1,0      | 10       | 0        | 1       | 0         | 1         |
| 2023                               | Browns           | 17     | 12      | 59        | 640      | 10,8     | 42       | 2        | 9        | 11       | 1,2      | 19       | 0        | 2       | 2         | 2         |
| 2024                               | Browns           | 17     | 13      | 61        | 538      | 8,8      | 44       | 1        | 1        | 1        | 1,0      | 1        | 0        | 0       | 0         | 1         |
| Gesamte Karriere                   | Gesamte Karriere | 61     | 40      | 200       | 2162     | 10,8     | 62       | 9        | 20       | 71       | 3,6      | 19       | 1        | 3       | 2         | 10        |
| Quelle: pro-football-reference.com |                  |        |         |           |          |          |          |          |          |          |          |          |          |         |           |           |